# Joola (tennis de table)
Pour les articles homonymes, voir Joola.
Joola est un équipementier sportif allemand spécialisé dans le matériel de tennis de table. 

## Histoire
C'est une firme allemande fondée en 1952. Son nom provient des premières syllabes de « JOOss in LAndau » du nom de la ville d'origine Landau in der Pfalz en Rhénanie-Palatinat. 

## Produits

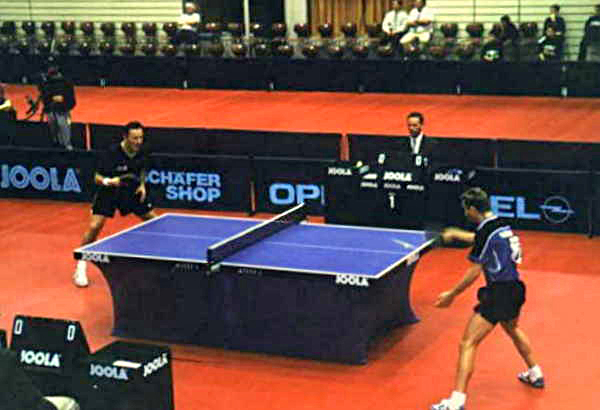
Une table de l'entreprise Joola utilisée en compétition.

Joola produit des raquettes, des revêtements, mais aussi des tables, des filets et des balles, des vêtements et des chaussures. Le siège de la société est situé à Siebeldingen depuis 1972.

### Revêtements
- Joola Stratos
- Joola Clipper
- Joola 4All
- Joola 4You
- Joola Samba
- Joola Mambo
- Joola Tango
- Joola Energy
- Joola Topspin
- Joola Express
- Joola Drum